# Kukushka – Der Kuckuck
Kukushka – Der Kuckuck ist ein russischer Arthouse-Film von Alexander Rogoschkin über zwei Soldaten während des Zweiten Weltkriegs in Lappland, die beide auf dem Bauernhof einer jungen samischen Frau stranden.
Der russische Filmtitel Kukuschka bezeichnet finnische Heckenschützen, die trotz schlechter Ausrüstung der Roten Armee im Winterkrieg 1939/1940 große Verluste beibrachten. Des Weiteren ist der Filmtitel der geheime Name der Titelheldin.
Der Film wurde auf verschiedenen Filmfestivals mit insgesamt 17 Awards und fünf Nominierungen ausgezeichnet. Drei dieser Ehrungen kamen Anni-Kristiina Juuso als beste Schauspielerin zuteil, die als „Anni“ in Kukushka ihr Filmdebüt gab.

## Handlung
Am Ende des Fortsetzungskriegs endet das Bündnis zwischen Deutschen und Finnen. Im Interesse eines Separatfriedens mit der Sowjetunion sind die Finnen gezwungen, gegen die Deutschen zu kämpfen, die in Lappland stationiert sind. Die Deutschen ihrerseits nehmen dies den Finnen übel und stellen manche Finnen als Verräter oder Deserteure dar, so auch die finnische Hauptfigur Veikko. Auf der anderen Seite werden auch innerhalb der sowjetischen Armee vermeintlich feindliche Elemente ausgemacht. Dies geschieht der russischen Hauptfigur Iwan, der einem Kriegsgericht übergeben werden soll, während der Fahrt dorthin aber von der eigenen Luftwaffe beschossen wird.
Die sehr ursprünglich lebende Samin Anni findet den verletzten Russen Iwan, der von seinen eigenen Leuten denunziert wurde. Sie beschließt, ihn gesund zu pflegen. Währenddessen gelangt auch der Finne Veikko, der ebenfalls denunziert wurde, auf den Hof Annis. Keiner der drei beherrscht eine Fremdsprache, und so sprechen alle weiterhin ihre Muttersprache: Iwan auf Russisch, Veikko auf Finnisch und Anni auf Samisch. Dabei kommt es zu tragikomischen Missverständnissen wie auch zu Situationen perfekten Verständnisses. Erschwert wird das Dreiecksverhältnis dadurch, dass Iwan Veikko für einen Faschisten hält, und die Tatsache, dass Anni mit beiden flirtet.
So leben die drei eine Zeit lang gemeinsam auf dem Hof. Veikko baut eine Sauna, in der sich die Männer waschen, Iwan kocht sich giftige Pilze und durchsucht Annis Hütte vergeblich nach einer Prise Salz. Anni verrichtet täglich harte Arbeit, sie kümmert sich um ihre Rentiere und Fischreuse und gibt den Männern zu essen. Als sie die beiden in der Sauna sieht, ist sie sehr angetan von der Nacktheit beider Männer. Nach einem Abzählreim nimmt sie Veikko mit in ihre Hütte, um sich mit ihm zu vergnügen, was Iwan sehr eifersüchtig macht, da er stundenlang im Freien ausharrt, bis die beiden fertig sind und am Ende vor Kälte sogar Veikkos Waffen-SS-Mantel anziehen muss, um nicht zu frieren.
Die Spannung zwischen den beiden findet am Ende ihren Höhepunkt, als in der Nähe des Hofes ein Flugzeug abstürzt, welches Flugblätter verteilt hat, die das Ende des Krieges verkünden. Veikko will Iwan voller freudigem Enthusiasmus beibringen, dass sie nun auch offiziell keine Feinde mehr sind. Iwan interpretiert Veikkos heftiges Gebaren aber als Angriff und schießt mit einem Revolver auf ihn. Erst als Veikko schwer verletzt am Boden liegt, sieht Iwan die Flugblätter und begreift reuevoll, was er angerichtet hat.
Er schleppt den Finnen zurück zu Anni, die mit einem schamanischen Ritual Veikko vom Totenreich zurückrufen kann. Während er nun gesund gepflegt wird, bittet Anni nun auch Ivan auf ihr Lager. Als Veikko wieder auf den Beinen ist und der Wintereinbruch kurz bevorsteht, beschließen die beiden Männer, wieder in ihre Heimatländer aufzubrechen.
Am Ende sieht man Anni mit zwei Söhnen, denen sie die Geschichte erzählt. Sie tragen die Namen von Iwan und Veikko.

## Themen
- Sprache und Kommunikation sind das zentrale Thema. So kommen der Witz und gleichzeitig auch die Tragik, die der Film vermittelt, nur dadurch zustande, dass jeder in seiner eigenen Sprache spricht und keiner den anderen wirklich versteht. Jeder interpretiert die Aussagen der anderen der eigenen Situation entsprechend – zum Teil völlig falsch – zum Teil aber auch verblüffend treffend. Der Film kann nur mit Untertiteln verstanden werden (es sei denn man spricht Finnisch, Russisch und Nordsamisch); synchronisiert würde Kukuschka seine Wirkung völlig verlieren.

- Rassismus und Faschismus spielen eine wichtige Rolle, zumal der Rahmen des Filmes der Zweite Weltkrieg ist. Iwan hat ein sehr festes und tief sitzendes Feindbild von den Deutschen und allen, die gegen die Sowjetunion kämpften, also auch von den Finnen. Ob er sich diesen Standpunkt selbst aus freien Zügen gebildet hat, ist unklar. Sehr wahrscheinlich wurde es ihm jedoch von der russischen Obrigkeit streng eingetrichtert; deshalb weicht er bis zum Schluss, als der Krieg vorbei ist, nicht davon ab.

- Pazifismus wird von der Person Veikkos verkörpert. Er kämpft zwar in der finnischen Armee, hat sich dieses Los jedoch nicht selbst ausgesucht. Vor dem Krieg war er Student in Schweden, wo er als Finne Rassismus selbst am eigenen Leib zu spüren bekam: Er erzählt, dass er sich eine Brille zugelegt hat – nicht weil er schlechte Augen hätte, sondern damit er von den Schweden ernst genommen wird. Veikko will von Anfang an nur Frieden mit Iwan schließen und macht sich große Mühe, ihm dies zu vermitteln. Dazu nimmt er auch Literaturzitate zur Hilfe, wie z. B. „Krieg und Frieden“ von Leo Tolstoi oder „A Farewell to Arms“ von Ernest Hemingway

## Kritiken
Kinozeit.de lobt den Film als „absurde Grundsituation des Verstehen-Wollens, aber Nicht-Verstehen-Könnens“ und meint, dass der Film „für reichlich Spannung und Unterhaltung“ sorge. Der Film sei „ein warmherziges und skurriles Kleinod, das man so schnell nicht vergessen“ werde. Der Spiegel hält den Film für „eine bezaubernde erotische Komödie über die Sprache der Liebe.“ Das Lexikon des internationalen Films meint dazu: „Ein poetisches Antikriegsmärchen, das seinen Humor aus Sprachverwirrungen schöpft. In eindrucksvollen Landschaftsbildern spiegeln sich die Seelen der Protagonisten, die zunächst abweisend erscheinen, doch bei näherer Betrachtung ihre innere Schönheit offenbaren.“